# Нечкин, Лев Арианович
Лев Арианович Нечкин (24 марта 1929, Свердловск — 2 декабря 1980, Свердловск-45) — советский инженер, конструктор. Лауреат Ленинской премии (1961).
Окончил Уральский политехнический институт по специальности инженер-механик.
С 1952 года работал в г. Свердловск-45 на комбинате «Электрохимприбор»: инженер-конструктор, старший инженер-конструктор, руководитель группы конструкторов, начальник КБ отдела 081, старший инженер-конструктор отдела 085.
Изобретатель, автор конструкций различных приспособлений, пресс-форм, аппаратов. Изобрёл установку по обработке деталей из взрывчатых составов на сферотокарном станке с дистанционным управлением и теленаблюдением.

## Награды
Ленинская премия 1961 года — за комплекс работ по внедрению серийной технологии производства деталей из новых взрывчатых составов.
Награждён орденом Трудового Красного Знамени, медалями «За трудовую доблесть», «В ознаменование 100-летия со дня рождения В. И. Ленина», «Ветеран труда», знаком «Изобретатель СССР».